# Ban de Bénoïc

Blason de Ban de Bénoïc
D'argent à trois bandes de gueules.
devise: A L'AVENTVRE

Le roi Ban de Benoïc est un personnage du cycle arthurien. Il est l’époux de la reine Élaine. Le royaume de Bénoïc, dont la capitale est Trèbe, est situé aux marches de la Bretagne armoricaine et de la Gaule. Il est dans la légende le père de Lancelot du Lac et d’Hector des Mares, le grand-père de Galaad et le frère du roi Bohort de Gaunes.
Son château est situé au milieu d’un marais réputé imprenable, mais le seigneur voisin, le roi Claudas de la Terre Déserte, réussit à l’incendier. Ban de Bénoïc, accablé par le désastre, meurt de chagrin, laissant sa femme et son enfant Lancelot, au bord du lac. Prise de pitié[réf. souhaitée] devant l’égarement de la reine éplorée, la fée Viviane se saisit de l’enfant et plongea dans le lac, le mettant en sécurité dans son mythique palais de cristal.
La guerre entre le roi Ban et Claudas symbolise la lutte des Bretons contre les Francs.

## Culture populaire
- Ban apparaît dans le manga Seven Deadly Sins, en tant que renard de l'avarice et l'un des personnages principaux. Dans le manga, il devient immortel après que Elaine lui ai fait boire l'eau de la Fontaine de Jouvence alors qu'il était sur le point de mourir.
- Ban est évoqué dans Kaamelott, livre III, épisode 29 : Les Cousins. Il est le père de Lancelot et l'oncle de Bohort et de Lionel.
- Ban apparaît sous forme de spectre énigmatique dans Kaamelott : Premier Volet, sorti en 2021